# Onda de Kondrátiev
Las ondas de Kondrátiev, también llamadas ciclos largos de la actividad económica, son descritas como fluctuaciones cíclicas de largo plazo, con forma sinusoidal, de la moderna economía mundial capitalista. Debe su nombre al economista soviético Nikolái Kondrátiev. La duración de cada onda o ciclo largo varía entre 47 y 60 años, durante los cuales se alternan un período de alto crecimiento, en el cual las coyunturas de prosperidad son más marcadas y duraderas, y un período de crecimiento relativamente lento, en el cual las crisis son más fuertes y las depresiones más prolongadas. A diferencia del ciclo económico corriente de 7 a 10 años de duración, la mayoría de los economistas consideran que la evidencia no es suficiente para probar la existencia del ciclo largo, pero economistas destacados han apoyado esta hipótesis a partir de Joseph Schumpeter.

## Historia del descubrimiento
El primero en sugerir la existencia de un ciclo económico de una duración mayor fue Friedrich Engels, en una nota de pie de página de la edición del tomo III de El capital, de Karl Marx. Distinguió ahí tres períodos con respecto a los ciclos económicos: 1815-1847, con crisis frecuentes; 1847-1867, con desarrollo sostenido y auges duraderos y 1867-1894, con crisis frecuentes y depresiones fuertes; previendo por una parte que se suavizarían las crisis por un período y por la misma razón habría luego un período depresivo «más violento».
En 1896, Alexander Parvus utilizó por primera vez el término «ondas largas» de expansión para referirse a este fenómeno y consideró que se trata de períodos largos durante los cuales la economía capitalista se adueña de nuevos países, zonas o ramas de la producción, seguidas de períodos en las cuales se agota el efecto de las nuevas conquistas. En 1913, Jacob Van Gelderen, a partir de las series históricas de variaciones de precios, postuló la existencia de ondas largas, y además de las causas señaladas por Parvus, consideró que las nuevas tecnologías eran un desencadenante de esas ondas. Simultáneamente, Karl Kautsky relacionó las curvas ascendentes y descendentes de los precios con las fluctuaciones en la producción de oro.
Algunos economistas, como Albert Aftalion, Mijaíl Tugan-Baranovsky, Jean Lescure y Wilfredo Pareto, mencionaron marginalmente la cuestión de las ondas largas. Arthur Spiethoff llegó a demostrar la alternancia de períodos largos de prosperidad y depresión.
El economista ruso Nikolái Kondrátiev, interesado en el problema de las ondas largas desde 1919, fundó en 1920 en Moscú el Instituto de Investigación de la Coyuntura que se dedicó a recolectar datos sobre las fluctuaciones económicas. Fue él quien, con base en la amplia información recolectada, elaboró y presentó la hipótesis del ciclo largo a la comunidad científica y sistemáticamente analizó todos los materiales de que dispuso, para probar la existencia de este ciclo.
Kondrátiev halló una primera fase ascendente que cubrió de 1789 a 1814 y un primer descenso de 1814 a 1849; el segundo ciclo con ascenso de 1849 a 1873 y descenso de 1873 a 1896 y; el movimiento ascendente del tercer ciclo a partir de 1896, considerando que se encontraba ya en descenso para 1920.
Para Kondrátiev la existencia de estos ciclos está ligada a las grandes inversiones que requieren bienes de capital que pueden ser usados por largo tiempo. Esta opinión era compartida por el investigador holandés Salomón de Wolff, quien en 1924 publicó análisis sobre las ondas largas y en 1929 expuso una explicación basada en la inversión en capitales fijos más duraderos como infraestructura, edificios, minas o grandes fábricas.
Desde 1923 Kondrátiev mantuvo una polémica sobre si el fenómeno descubierto debía denominarse "ciclo" como él consideraba; u "onda" como lo designaron Parvus y Van Gelderen. León Trotski fue partidario de referirse a él como «ondas largas», que no tendrían el mismo rígido ritmo de ley de los ciclos corrientes, porque según él, "no están determinadas por la interrelación interna de las fuerzas capitalistas, sino por las condiciones externas a través de las cuales fluye el desarrollo capitalista", como la expansión del capital a nuevos países, las guerras y las revoluciones. Kondrátiev consideraba que los ciclos largos presentan tanta regularidad como los corrientes. Una polémica más amplia libró con diversos economistas que negaban las fluctuaciones largas y consideraban que simplemente se trataba de sucesiones aleatorias de auges y crisis más fuertes o más débiles.
Los debates académicos comenzaron a volverse imposibles y Kondrátiev fue destituido en 1928 de la dirección del instituto que fundó, porque su hipótesis era contraria a la idea que en ese momento tenía Iósif Stalin sobre el final del capitalismo en el período inmediato. Al oponerse a las colectivizaciones forzadas ordenadas bajo Stalin, en la primavera de 1930, fue arrestado y deportado a Siberia y en 1938 fue condenado a muerte y fusilado.
Joseph Schumpeter retomó la hipótesis de Kondrátiev, la hizo parte de su «modelo tricíclico» y usó para los ciclos largos, el nombre de «ciclos de Kondrátiev», cuya historia y dinámica expuso ampliamente en su obre Ciclos Económicos'.<JAS2/>
En la década de 1950, el economista francés François Simiand propuso nombrar el período ascendente del ciclo «Fase A» y el período a la baja «Fase B». Algunos analistas del mercado dividen la onda Kondrátiev en cuatro «estaciones», a saber, la primavera de Kondrátiev (mejoría o meseta), el verano (la aceleración y la prosperidad), el otoño (desaceleración) y el invierno de Kondrátiev (la depresión).
Tanto desde la teoría crítica como desde el marxismo, diversos autores han tratado los ciclos económicos y sus consecuencias sociopolíticas mundiales. Forma parte de la teoría del tiempo histórico de ciclo largo de Fernand Braudel (1902-1985), y en los trabajos conjuntos de Georges Modelski y William R. Thompson.
Giovanni Arrighi, en su libro The Long Twentieth Century, 1994 (El largo siglo XX) y en Chaos and Governance in the Modern World System,
 1999, escrito junto con Beverly J. Silver (Caos y orden en el sistema-mundo moderno) hace una reinterpretación de la historia del capitalismo como una serie de alternancias entre «expansiones materiales» o productivas y «expansiones financieras». Arrighi, muy influenciado por la perspectiva del sistema-mundo de Immanuel Wallerstein, construye una de las teorías de los ciclos largos más completa. Analiza los grandes ciclos de acumulación de capital que se iniciarán con posterioridad al imperio español y portugués, concretamente en las ciudades-estado italianas del norte, donde comienza, para Arrighi, el primer mercantilismo o capitalismo mercantil. Pero serán tres países los que sean capaces de crear y usar en su beneficio una red de comercio y finanzas por todo el mundo: Holanda, Reino Unido y Estados Unidos. Cada uno de ellos tiene su ciclo de hegemonía y cada ciclo tiene una primera fase de expansión comercial, una fase de expansión financiera y una última de crisis y lucha hegemónica con otra potencia que resultará a la postre ganadora.

### Prueba desde el análisis espectral
Andréi Korotáyev y Serguéi Tsirel han empleado recientemente el análisis espectral para confirmar la presencia de las ondas de Kondrátiev en la dinámica del producto interno bruto mundial y ha encontrado un nivel aceptable de significación estadística. Korotáyev y Tsirel encontraron, además, unas ondas intermedias de aproximadamente 17 años o ciclos de Kuznets, tres de los cuales conformarían un ciclo de Kondrátiev.

## Características del ciclo largo
Kondrátiev identificó tres fases en el ciclo: expansión, estancamiento y recesión. Más común hoy en día es la división en cuatro períodos, con un punto de inflexión (colapso) entre la primera y segunda fase. Escribiendo en la década de 1920, Kondrátiev propone la aplicación de la teoría al siglo XIX:
- 1790–1849 con punto de inflexión en 1815.
- 1850–1896 con punto de inflexión en 1873.
- En 1896 se inició un nuevo ciclo

Los mercados más importantes y de la demanda de infraestructuras (canales, ferrocarriles, carreteras) se saturan, lo que conduce a un estancamiento de la economía. Sin embargo, el estancamiento no significa necesariamente que los mercados están maduros. Los mercados estuvieron sobreabastecidos temporalmente, a partir de la década de 1870 y hasta la 1890, período durante el cual también hubo una gran cantidad de «destrucción creativa» en la industria, el hierro fue desplazado por el acero y mano de obra, que fue desplazada por la maquinaria, para ser después nuevamente empleada debido al crecimiento. La fase de estancamiento se caracteriza por la falta de buenas oportunidades de inversión, que lleva a tasas de interés bajas y a un descenso en los niveles de crédito, que crea un boom especulativo y altos niveles de deuda, seguidos por un colapso y por la crisis financiera.
Los dos últimos ciclos largos, que fueron ambos de 53 años, pueden ser mejor vistos en los datos de producción internacional que en las distintas economías nacionales. [3] Los ciclos de pre-1870 solo pueden ser vistos en las economías occidentales. Los ciclos anteriores a 1870 solamente pueden ser observados para las economías de Europa y Estados Unidos.
El ciclo largo afecta al conjunto de la economía, pero más directamente a la producción que a los precios, aunque Kondrátiev también observó las fluctuaciones en los precios, la inflación y las tasas de interés y consideró que, en general, en la fase de ascenso los precios suben.
La deflación en ocasiones se produjo durante las recesiones del ciclo, especialmente bajo el patrón oro. Sin embargo, no hay correlación histórica entre depresión y deflación; así, el aumento de la productividad y los costos reducidos del transporte produjeron deflación durante la era de productividad y el crecimiento acelerado, del último tercio del siglo XIX. Hubo una inflación moderada de la recuperación del ciclo, alrededor de 1895, hasta el establecimiento de la Reserva Federal en 1913. La inflación aumentó bruscamente durante la Primera Guerra Mundial, pero la deflación volvió de nuevo después de la Primera Guerra Mundial y durante la depresión de 1930. La mayoría de los países abandonaron el patrón oro en la década de 1930. Hoy en día no hay ninguna razón para esperar que siempre se produzca deflación, bajo un sistema de moneda fiduciaria, especialmente con agotamiento de los recursos naturales como el petróleo, que vuelca sus precios reales al alza. Una baja de los precios de la vivienda y numerosos productos coincidió durante 2008 con una elevación de los precios de los combustibles y de los alimentos.
Con el tiempo, el número de innovaciones, en cada onda, se incrementa y se superpone la difusión de las innovaciones, lo que complica el registro de las ondas. Además, fue difícil decir mucho sobre qué industrias están creciendo, están estancadas o declinando, al mirar las estadísticas económicas agregadas, por lo menos hasta que las estadísticas fueron recolectadas después de la década de 1930.

### Interrelaciones entre el ciclo y el estado de ánimo social
Las fases de las ondas de Kondrátiev llevan consigo cambios sociales y también cambios en el estado de ánimo del público. La primera etapa de expansión y crecimiento, la «primavera», provoca un cambio social en el que la riqueza, la acumulación de capital y la innovación que están presentes y pueden crear disturbios y desplazamientos en la sociedad. Los cambios económicos conducen a la redefinición de trabajo y del papel de los actores sociales. En la siguiente fase, el «verano», con estanflación, hay un estado de ánimo de riqueza como inercia de la etapa de crecimiento anterior, que cambia la actitud hacia el trabajo en la sociedad, y puede generar ineficiencias. Después de esta etapa, el «otoño», el estancamiento; el ánimo popular, durante este periodo, se desplaza hacia la estabilidad, la normalidad y el aislacionismo. Por último, en el «invierno» de la depresión severa, se integran de los anteriores cambios sociales y los cambios en el tejido social de la sociedad, inducidos por los cambios tecnológicos e innovaciones y se producen grandes conflictos y movimientos sociales.
Algunos eruditos, como Immanuel Wallerstein, sostienen que los ciclos de guerra mundial están vinculados a las ondas largas del capitalismo y que las más grandes y altamente destructivas guerras tienden a empezar justo antes de comenzar una fase de expansión. Otros, como Ernesto Screpanti, desarrollaron una teoría sobre la base de una correlación entre los ciclos económicos largos y las olas recurrentes de conflicto social.
El analista de las ondas de Elliott Robert Prechter es quizás la persona más conocida hoy por sus opiniones sobre la forma en que el ciclo económico se ve afectado por el estado de ánimo social, para lo cual utiliza el concepto de socionomics. David Ames Wells sostuvo que en la medida en que los trabajadores pudieron salir de los niveles de miseria de la pobreza a finales del siglo XIX y conquistaron una visión del mundo más amplia y nuevos productos de consumo, se ha creado también más inestabilidad laboral y social.
El asesor de inversiones Ian Gordon ha abogado por un modelo de 4 estaciones de Kondrátiev, en el cual la primavera se caracteriza por un crecimiento moderado en el mercado de valores y la inflación, el verano se caracteriza por la aceleración del crecimiento y alta inflación, el otoño se caracteriza por la disminución de la inflación y las burbujas de activos y el invierno implica el colapso de las burbujas de activos.

## Tentativas de explicación del ciclo largo
Varias escuelas de pensamiento han intentado explicar por qué las economías capitalistas presentan ondas largas. Las diferentes escuelas se centran en las innovaciones, la inversión de capital, la guerra y la crisis del capitalismo. Por otra parte, se ha argumentado que la crisis y la guerra son efectos del ciclo y no su causa.
Desde el comienzo, las teorías del ciclo formuladas por diversos estudios ampliaron con más datos la gama de diferentes ciclos interactuando. El estudioso marxista Ernest Mandel revivió el interés en la teoría de onda larga, en 1969; predijo el fin del auge de largo plazo y expuso por qué prefería el concepto de «onda» al de «ciclo largo».

### Teoría de la innovación tecnológica
De acuerdo con la teoría de la innovación, estas ondas se derivan de la aglomeración de innovaciones básicas que inician las revoluciones tecnológicas que, a su vez, crean los principales sectores industriales o comerciales. Esta teoría fue expuesta por Joseph Schumpeter en la década de 1930.

La "Economía Mundial" en el tiempo de acuerdo con la teoría de Kondrátiev

Carlota Pérez coloca las fases de la innovación sobre una curva logística o curva S, con las siguientes etiquetas: la «irrupción» o inicio de una era tecnológica, «frenesí» o auge del ascenso, «sinergia» o construcción rápida y «madurez» o realización.

### Teoría del ciclo del crédito
Una deuda excesiva que, en última instancia, resulta en consecuencias negativas para la economía, aunque en la política monetaria medidas como la baja de las tasas de interés se utilizan para aumentar los préstamos y estimular el crecimiento. Como expusieron Reinhart y Rogoff, la deuda excesiva pública y privada, interna y externa, ha llevado repetidamente a las crisis financieras en casi todos los países, a lo largo de los últimos dos siglos. Estas crisis suelen terminar en pagos y reestructuraciones, aunque a veces mediante degradación de la moneda por la inflación. Los altos niveles de deuda normalmente tardan años para revertirse y crean una depresión prolongada, mientras las empresas y los consumidores reconstruyen sus balances.
Las conexiones entre depresión y deuda durante la Gran Depresión fueron investigadas por Irving Fisher en Booms and Depressions.
En los Estados Unidos, desde el comienzo del siglo XX hubo partes de dos ciclos de largo plazo de la deuda total como porcentaje del PIB. Durante el primer ciclo se aumentó la deuda, hasta la crisis de 1929, después de lo cual la relación deuda/PIB se disparó a cerca de 260%, en medio de la Gran Depresión. La relación deuda/PIB se redujo después de la depresión y alcanzó un mínimo de menos de 140% en la década de 1950. La relación desarrolló un fuerte aumento, desde 160% en la década de 1980 hasta más de 360% durante la crisis financiera 2008-2009. La mayoría de los países europeos tienen niveles elevados de deuda total y el Japón tiene un elevado índice deuda.
El economista Melchior Palyi (1892–1970) popularizó el concepto de «productividad marginal de la deuda», como llegó a ser llamado después de su muerte. El periodista financiero Alan M. Newman ha actualizado periódicamente un gráfico de la relación deuda/ PIB y ha demostrado la disminución de la productividad marginal de la deuda. En la década de 1960 se necesitaron 1,53 dólares de deuda para elevar 1 dólar el PIB; en el año 2000 se necesitaron 6 dólares de deuda para elevar 1 dólar el PIB

### Teoría de la demanda insuficiente
En su libro El retorno de la economía de la depresión, desde 1999, el economista Paul Krugman analizó las crisis económicas que sacudieron a diferentes países del mundo en la década de los 90. Para Krugman las crisis recientes entran en mecanismos complejos que propagan sus efectos hacia diferentes regiones del mundo y causan reacciones en cadena que provocan cambios inesperados en diversos lugares, de manera que lo que beneficia a un país puede perjudicar o fortalecer a otro. Las crisis en los 90 constituyeron una alerta que indicó que los problemas de la década de los 30 habían vuelto al escenario mundial.
Krugman explicó que la demanda agregada era (y es), otra vez, incapaz de aprovechar la capacidad productiva instalada, mientras los economistas neoconservadores insistían en la capacidad del mercado para corregir los desequilibrios mediante la flexibilización de los salarios y los precios. Estos economistas, según él, cayeron en el grave error de subestimar las recesiones y se concentraron únicamente en el cambio tecnológico y en el crecimiento económico a largo plazo, mientras que en la práctica todas las economías sufren recesiones que destruyen los progresos anteriores. Krugman considera que no hay una serie de medidas recomendadas para aplicar para cualquier caso, sino que se debe responder de acuerdo con las diferentes situaciones, y además, propone analizar a fondo el carácter de las crisis, pues son evidencias de problemas estructurales que deben ser solucionados. Como sucedió en los años treinta, los cambios necesarios son obstaculizados por doctrinas dogmáticas de una ortodoxia obsoleta.

### Teoría demográfica
Dado que las personas tienen patrones de gasto bastante comunes a través de su ciclo de vida, tales como la educación, el matrimonio, la compra del coche, la adquisición de vivienda, el período máximo de ingresos, el máximo ahorro para su jubilación y la jubilación, las anomalías demográficas tales como los crecimientos o descensos en la natalidad ejercen una más influencia predecible sobre la economía, en un período de tiempo. Harry Dent ha escrito extensamente sobre la demografía y los ciclos económicos. Andrew Tylecote dedicó un capítulo a la demografía y el ciclo largo.
Una tendencia importante desde la revolución industrial es el aumento sin precedentes de la esperanza de vida, debido principalmente a que más niños consiguen llegar a la edad adulta. La tasa de fecundidad también se redujo. Como resultado, la tasa de dependencia ha sufrido cambios radicales, no se permite el trabajo de los niños, hay una proporción menor de personas en edad de trabajar y la gente vive mucho más allá de sus años más productivos.
El crecimiento de la población en Estados Unidos disminuyó durante la I Guerra Mundial debido a que la inmigración se redujo durante la guerra, a la pandemia de gripe de 1918 y a las muertes de la guerra. En 1921, el Congreso aprobó la Ley de Cuotas de emergencia, seguida por la Ley de Inmigración de 1924, los cuales llevaron a una reducción a largo plazo de la inmigración.

## Modificaciones de la teoría de Kondrátiev
Hay varias versiones modernas sobre la teoría del ciclo largo, aunque la mayoría se basan en una de dos causas: la innovación tecnológica y el ciclo del crédito.
Los ciclos tecnológicos pueden ser etiquetados de la siguiente manera
- La Revolución Industrial
- La edad de vapor y los ferrocarriles
- La edad de acero, la electricidad y la ingeniería pesada
- La era del petróleo, el automóvil y la producción en masa
- La edad de la Información y las Telecomunicaciones

Una secuencia típica, actualizada, de las ondas tecnológicas de Kondrátiev en los Estados Unidos y otras economías desarrolladas, se puede ver en la siguiente tabla:
| Periodo                                                 | Años (De prosperidad a Prosperidad) | Innovaciones | Punto de Saturación |
| ------------------------------------------------------- | ----------------------------------- | --- | --- |
| Primera Revolución Industrial (Gran Bretaña)            | 1787–1842                           | Tecnología textil basada en el algodón: máquina de hilar; máquinas de vapor; equipos movidos por energías atmosféricas, reemplazados por el motor de alta presión, hierro colado y forjado, canales. | Tejidos de algodón: el mercado británico saturado después de 1800. En 1840, el 71% de los textiles de algodón británicos eran exportados |
| Era de las Máquinas de Vapor y el Ferrocarril           | 1842–1897                           | Edad de los ferrocarriles de vapor y de la navegación a vapor, el acero barato, la máquina herramienta, el telégrafo, las cosechadoras de tracción animal y la difusión de piezas intercambiables. Irrupción del petróleo, la industria química y la industria pesada a partir de 1870. Acueductos públicos y sistemas de alcantarillado. | Canales: Hasta finales de la década de 1840 1870: El vapor supera a la energía hidráulica y a la tracción animal. 1890s: Ferrocarriles. El millaje de vías siguió creciendo, pero fue en parte abandonado después. |
| Edad del acero, la electricidad y la combustión interna | 1897–1939                           | Acero, motores eléctricos, electrificación de las fábricas y los hogares, herramientas eléctricas, y de aluminio, productos químicos y petroquímicos, motor de combustión interna, automóviles, sistema de carreteras, la producción en masa fordista, telefonía, mecanización agrícolas de motor, radio. Los tranvías eléctricos ayudan a crear vías para carros en los suburbios. Construcción de abastecimientos urbanos de agua pública y de sistemas de aguas residuales. | 1917: Nacionalización de los ferrocarriles. Depresión posterior a la I Guerra Mundial. Ferrocarriles y tranvías declinan después de 1920. Commodities agrícolas, caballos y mulas: 1919. Después de 1923 la producción industrial crece pero el empleo declina paulatinamente. Depresión de 1930: Exceso de capacidad instalada de las fábricas y de bienes raíces. La semana laboral se redujo de 50 a 40 horas, a mediados de 1930. La deuda total llegó a 260% del PIB durante la década de 1930. |
| boom de guerra y posguerra: Suburbios                   | 1939–1982                           | El petróleo desplaza al carbón. El crecimiento suburbano y la infraestructura. Mayor período de crecimiento de la productividad agrícola 1940 y 1970. Bienes de consumo, semiconductores, equipos de oficina, plásticos, fibras sintéticas, los fertilizantes, la televisión y la electrónica, la revolución verde, complejo militar-industrial, la difusión de la aviación comercial y el aire acondicionado, comienzo de la industria nuclear.                               | 1940-50: Las locomotoras diésel sustituyen a las de vapor. 1971: Picos de producción de petróleo en Estados Unidos. 1973: Pico de consumo de acero en Estados Unidos. El Medio Oeste industrial se convierte en "Rust Belt". 1973: Lento crecimiento económico y de la productividad es observado. 1980: Red de carreteras cerca de la saturación. |
| Era posindustrial: Tecnologías de la información        | 1982 – ??                           | Fibra óptica e Internet, computadoras personales, comunicación inalámbrica, comercio on line, biotecnología, "Guerra de las galaxias" de Reagan, proyectos militares. Conservación de la energía. Desarrollo del robot industrial. La atención en salud se convierte en un sector importante de la economía (16% en Estados Unidos) y el sector financiero aumenta hasta el 7,5% de la economía.                                                                               | 1984: Pico del empleo en la fabricación de computadoras en Estados Unidos. 1990: Los automóviles, teléfonos de línea fija, productos químicos, plásticos, electrodomésticos, papel y otros materiales básicos, la aviación comercial. 2000: rendimientos de los cultivos se aproximan al límite de la fotosíntesis. 2001: Los ordenadores, la fibra óptica. 2008: en el mundo desarrollado al borde de la depresión. Exceso de capacidad instalada, excepto en algunos metales no ferrosos y el petróleo. Gran superávit comercial de viviendas y bienes raíces. El PIB ya no responde al aumento de la deuda. La deuda total superior a 360% del PIB a finales de 2009. |

En el cuadro anterior se centra en las innovaciones tecnológicas, pero como Joseph Schumpeter y Carlota Pérez señalan, el capital, tanto financiero como de producción, tiene un papel importante en el ciclo. El cuadro anterior puede ser comparado con la lista de recesiones en Estados Unidos y la de burbujas económicas más conocidas.
La productividad fue un factor muy importante en los dos "grandes depresiones", de 1870 y 1930. Hubo períodos excepcionales de crecimiento de la productividad que precedieron a las dos grandes depresiones y al desempleo causado grandes después de la recesión.
Además, las depresiones estuvieron claramente asociadas con el exceso de capacidad instalada y la saturación del mercado. Durante todo el período 1870 a 1896 la economía estuvo entrando y saliendo de la recesión o la depresión, a pesar de ser uno de los mayores períodos de crecimiento industrial. El periodo desde el fin de la II Guerra Mundial hasta mediados de la década de 1960, fue una excepción, pues hubo aumento de la productividad ni una depresión económica ni incremento del desempleo.

### Investigación del IIASA
Varios informes sobre la relación entre la tecnología y la economía fueron escritos por los investigadores del Instituto Internacional para Análisis de Sistemas Aplicados (IIASA). Estos informes trataban sobre la sustitución de la energía y el papel del trabajo en la economía, así como sobre el ciclo económico largo. Los autores eran ingenieros, físicos o economistas o los técnicos que suelen trabajar con los economistas y lograron dar interpretación mucho mejor que la mayoría de los trabajos anteriores. Utilizando la función logística, estos investigadores fueron capaces de proporcionar una nueva visión de penetración en el mercado, la saturación y el pronóstico de la difusión de las innovaciones, la infraestructura y la sustitución de fuentes de energía.
Una versión resumida de los ciclos de Kondrátiev se pueden encontrar en Robert Ayres (1989) en el que traza un panorama histórico de las relaciones de las tecnologías más importantes. Cesare Marchetti trabajó sobre las ondas Kondrátiev y la difusión de innovaciones. Arnulfo Grübler investigó detalladamente sobre la difusión de las infraestructuras, como canales, ferrocarriles, carreteras y líneas aéreas, con los resultados que las infraestructuras principales se desarrollan con puntos medios espaciados en el tiempo en 55 años, con los ferrocarriles y las carreteras tomando casi un siglo en completarlo. Grübler dedica un capítulo a la onda larga económica. S

### Otros investigadores
El historiador Eric Hobsbawm escribió: «El hecho de que haya sido posible establecer predicciones acertadas a partir de las ondas largas de Kondratiev —algo que no es común en la economía— ha convencido a muchos historiadores, e incluso a algunos economistas, de que contienen una parte de verdad, aunque se desconozca qué parte.».
Más recientemente, el físico y científico de sistemas Tessaleno Devezas ha avanzado un modelo causal para el fenómeno de la onda larga sobre la base de un modelo de generación de aprendizaje y un comportamiento dinámico no lineal de los sistemas de información. En ambos casos presenta una teoría completa que no solo incluye la explicación de la existencia de estas ondas, sino también una explicación para su duración (≈ 60 años = dos generaciones).
Una modificación específica de la teoría de los ciclos de Kondrátiev fue desarrollado por Daniel Šmihula. Para la moderna era capitalista él define 6 ondas largas, cada una marcada por una revolución tecnológica:
- 1. (1600–1780) Onda de la revolución financiera agrícola
- 2. (1780–1880) Onda de la revolución industrial
- 3. (1880–1940) Onda de la revolución técnica
- 4. (1940–1985) Onda de la revolución científico-técnica
- 5. (1985–2015) Onda de la revolución de la información y las telecomunicaciones
- 6. (2015-2035?) Onda hipotética

A diferencia de los puntos de vista originales de Kondrátiev y Schumpeter, en la concepción de Smihula cada nueva onda, debido a la aceleración del progreso científico y tecnológico, es más corta que la anterior. El acento principal se pone en el progreso tecnológico y las nuevas tecnologías, como factores decisivos de cualquier desarrollo económico de largo plazo. Cada una de estas ondas tiene su fase de «innovación», en la cual se realizan los descubrimientos o inventos y se aplican por primera vez, que se describe como una revolución tecnológica, y una fase de «aplicación», en que el número de innovaciones revolucionarias cae y la atención se centra en la explotación y ampliación de las innovaciones existentes. Cada onda (o cada ciclo) de innovaciones tecnológicas se caracterizan por la zona en la que los cambios más revolucionarios se llevaron a cabo («sectores líderes»).
Cada oleada de innovaciones dura aproximadamente hasta que las utilidades del sector donde se producen las innovaciones caen al mismo nivel de otros, más tradicionales. Se trata de una situación en la cual la nueva tecnología, que en un principio provocó un aumento de la capacidad de utilizar nuevas fuentes de la naturaleza, llega a su límite y no es posible superar ese límite sin una aplicación de otra nueva tecnología.
Para terminar, en una fase de aplicación de cualquier onda son típicos la crisis económica y el estancamiento. La crisis económica 2007-2011 es el resultado de la llegada del fin de la «ola de la revolución informática y de telecomunicaciones tecnológicas». Algunos autores han comenzado a predecir lo que la sexta ola podría ser, como James Moody y Bradfield Nogrady Bianca pronostican, la revolución del uso eficiente de recursos y de las tecnologías limpias.
La investigación de los ciclos de Kondrátiev por lo general ha descuidado distinguir entre las innovaciones que crean nuevos productos o servicios y las que aumentan productividad.
Por otra parte se hace necesario profundizar las investigaciones sobre las diferencias de los ciclos largos entre distintos países. En particular, la fase de descenso del ciclo largo en que ocurrió la Gran Depresión fue al mismo tiempo la época de ascenso de la industrialización en Latinoamérica. Esta situación parece repetirse, cuando una gran crisis afecta a Japón, Estados Unidos y Europa, simultáneamente con un período de crecimiento de largo plazo en China, India, Sudáfrica, Brasil y la mayoría de Suramérica. Desde esta perspectiva se puede comprender la polémica entre Immanuel Wallerstein, que sostiene que la economía mundial se encuentra en la fase desfavorable del ciclo largo, y Theotonio Dos Santos, que encuentra que «estamos en medio de un periodo de crecimiento».

## Dudas sobre los ciclos largos
La teoría de onda larga no es aceptada por muchos economistas académicos. Entre los economistas que la aceptan no hay un acuerdo universal sobre el inicio y el final de los años de cada onda particular. Según los críticos, esto equivale a ver patrones, que no son reales, en una masa de estadísticas.
Por otra parte, hay una falta de acuerdo sobre la causa de este fenómeno. Hasta qué punto esta materia está en disputa: algunas leyes científicas, en el pasado, han sido identificados antes de tener una explicación. El ejemplo más conocido es el de los precursores de la tabla periódica, que fueron, de hecho, rechazados por muchos científicos, precisamente en razón de la falta de explicación. Además, para los ciclos u ondas largas existen tantas hipótesis de explicación como para el hecho de los ciclos corrientes.
Varios economistas creen que los grandes fenómenos económicos de la historia capitalista no se deben solamente a errores o aciertos humanos reales sino especialmente a la inevitabilidad de las características de las fases de las fluctuaciones económicas. Afirman que, aunque muchas de las situaciones eran totalmente evitables, no las consecuencias de un patrón cíclico imparable.
Otros dudan de la legitimidad de las ondas de Kondrátiev, porque creen que cada onda es un ciclo estructural que tiene características únicas y no se pueden repetir. También hay controversia sobre la investigación misma de Kondrátiev.
Un problema en el análisis de las ondas de Kondrátiev es que hay pocos datos anteriores a 1870 y solo existen para unos pocos países de Europa y los Estados Unidos. Además, los datos registran principalmente precios, estadísticas comerciales y hay información limitada sobre la producción industrial. Algunas depresiones anteriores al siglo XX pudieron ser períodos de bajos precios y ganancias y no necesariamente asociados con altas tasas de desempleo o con caídas de la producción industrial. La caída de los precios, por otra parte, pudo provocar un mayor poder adquisitivo, y así el nivel de vida se mantuvo o mejoró. El final de los precios estándar de oro alivió las depresiones y en general se han registrado períodos de simple recesión. Hasta la fecha la única verdadera gran depresión con un desempleo muy elevado por un número largo de años fue la Gran Depresión de la década de 1930, aunque está por verse, dada la crisis 2008-2011 y la prolongación de los años de alto desempleo, si no es posible la ocurrencia de otra gran depresión.